# Chương trình mục tiêu quốc gia về xây dựng nông thôn mới

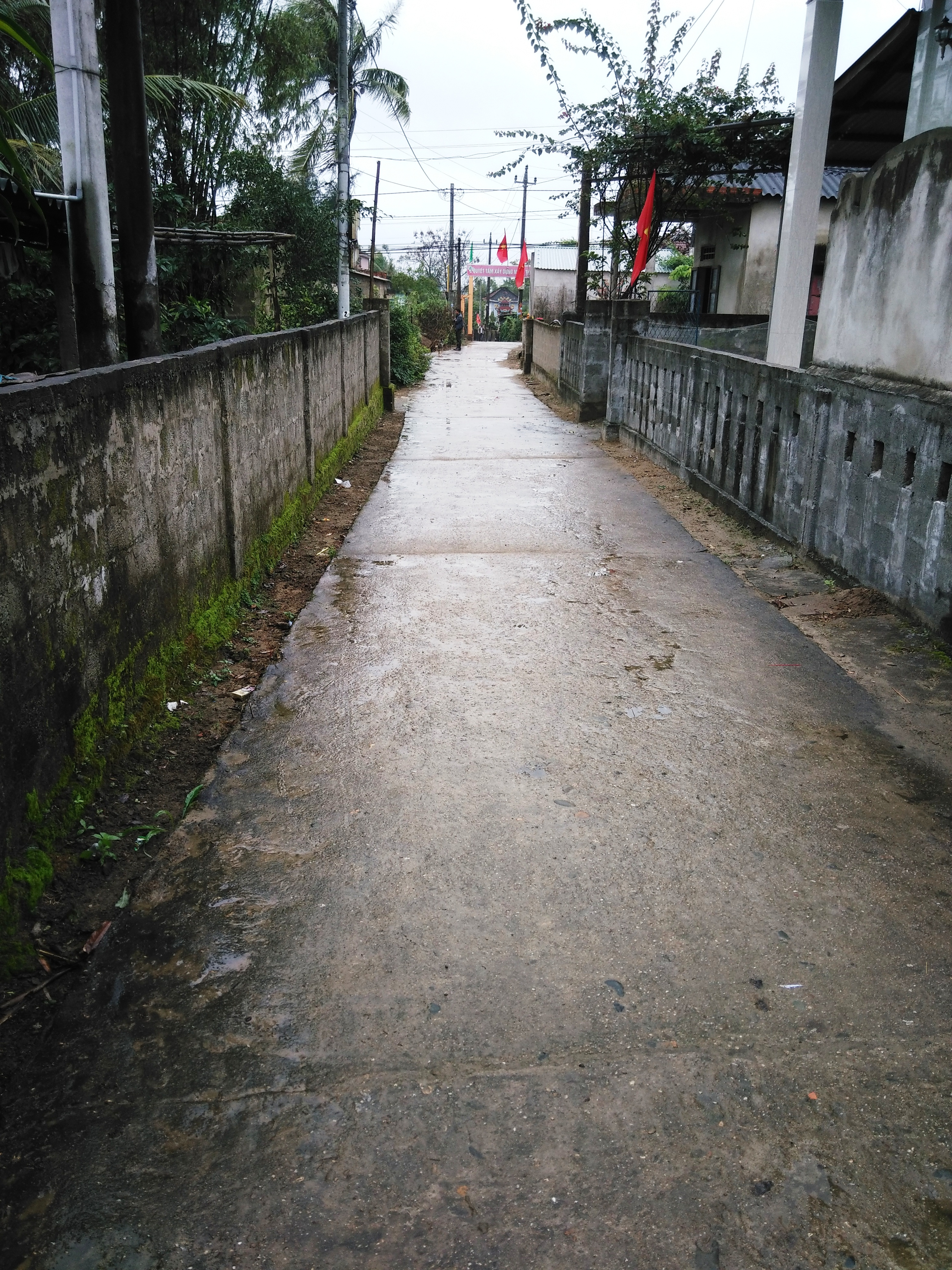
Một con đường làng đã được bê tông hóa trong Chương trình nông thôn mới

Chương trình mục tiêu quốc gia về xây dựng nông thôn mới là một chương trình tổng thể về phát triển kinh tế - xã hội, chính trị và an ninh quốc phòng do Chính phủ Việt Nam xây dựng và triển khai trên phạm vi nông thôn toàn quốc, căn cứ tinh thần của Nghị quyết Hội nghị lần thứ 7 Ban Chấp hành Trung ương Đảng Cộng sản Việt Nam khoá X về nông nghiệp, nông dân, nông thôn (ngày 5 tháng 8 năm 2008).
Chương trình mục tiêu quốc gia về xây dựng nông thôn mới giai đoạn 2010 - 2020 được Thủ tướng Chính phủ Việt Nam phê duyệt ngày 4 tháng 6 năm 2010, có tham vọng đến năm 2015 có 20% số xã đạt tiêu chuẩn nông thôn mới và đến năm 2020 có 50% số xã đạt tiêu chuẩn nông thôn mới theo Bộ tiêu chí quốc gia về nông thôn mới.

## Nội dung
Chương trình mục tiêu quốc gia về xây dựng nông thôn mới lấy ý tưởng từ Phong trào Nông thôn Mới của tổng thống Hàn Quốc Park Chung-hee, thậm chí nó lấy luôn tên gọi của phong trào tại Hàn Quốc.
Chương trình mục tiêu quốc gia về xây dựng nông thôn mới gồm 11 nội dung:
1. Quy hoạch xây dựng nông thôn mới
2. Phát triển hạ tầng kinh tế - xã hội
3. Chuyển dịch cơ cấu, phát triển kinh tế, nâng cao thu nhập
4. Giảm nghèo và an sinh xã hội
5. Đổi mới và phát triển các hình thức tổ chức sản xuất có hiệu quả ở nông thôn
6. Phát triển giáo dục - đào tạo ở nông thôn
7. Phát triển y tế, chăm sóc sức khỏe cư dân nông thôn
8. Xây dựng đời sống văn hóa, thông tin và truyền thông nông thôn
9. Cấp nước sạch và vệ sinh môi trường nông thôn
10. Nâng cao chất lượng tổ chức Đảng, chính quyền, đoàn thể chính trị - xã hội trên địa bàn
11. Giữ vững an ninh, trật tự xã hội nông thôn.

## Tiêu chí
- Xã đạt tiêu chuẩn nông thôn mới là xã đạt năm nhóm tiêu chí, gồm 19 tiêu chí (Quyết định số 491/QĐ-TTg ngày 16 tháng 4 năm 2009):[2][3]

1. Nhóm quy hoạch: quy hoạch và thực hiện quy hoạch;
2. Nhóm hạ tầng kinh tế - xã hội: giao thông, thủy lợi, điện, trường học, cơ sở vật chất văn hóa, chợ nông thôn, bưu điện và nhà ở dân cư;
3. Nhóm kinh tế và tổ chức sản xuất: thu nhập, hộ nghèo, cơ cấu lao động, hình thức tổ chức sản xuất;
4. Nhóm văn hóa - xã hội - môi trường: giáo dục, y tế, văn hóa và môi trường;
5. Nhóm hệ thống chính trị: hệ thống tổ chức chính trị - xã hội vững mạnh và an ninh, trật tự xã hội.

- Huyện đạt tiêu chuẩn nông thôn mới là huyện có 100% số xã trong huyện đạt tiêu chuẩn nông thôn mới (Quyết định số 558/QĐ-TTg ngày 5 tháng 4 năm 2016).[4]
- Thị xã/Thành phố thuộc tỉnh đạt tiêu chuẩn nông thôn mới là thị xã/thành phố thuộc tỉnh có 100% số xã trên địa bàn đạt tiêu chuẩn nông thôn mới (Quyết định số 558/QĐ-TTg ngày 5 tháng 4 năm 2016).[4]
- Tỉnh đạt tiêu chuẩn nông thôn mới là tỉnh có 80% số huyện trong tỉnh đạt nông thôn mới (Quyết định số 491/QĐ-TTg ngày 16 tháng 4 năm 2009).

## Tình hình
Đến hết tháng 11 năm 2015, Việt Nam có 1.298 xã được công nhận đạt chuẩn nông thôn mới, chiếm 14,5% số xã toàn quốc, chưa đạt mục tiêu đã đề ra là đến năm 2015 có 20% xã đạt chuẩn nông thôn mới. Có 11 đơn vị cấp huyện được công nhận đạt chuẩn nông thôn mới. Giữa các vùng, miền tồn tại khoảng cách lớn: Đông Nam Bộ đạt tỉ lệ xã nông thôn mới là 34%, Đồng bằng sông Hồng đạt 23,5%, miền núi phía Bắc và Tây Nguyên chỉ đạt khoảng 7%.
Tính đến tháng 4 năm 2019, cả nước đã có 4.340 xã (48,68%) đạt chuẩn Nông thôn mới.
Cả nước không còn xã dưới 5 tiêu chí; có 69 đơn vị cấp huyện thuộc 34 tỉnh, thành phố trực thuộc trung ương được công nhận đạt chuẩn/hoàn thành nhiệm vụ xây dựng Nông thôn mới.
Năm 2014, hai huyện đầu tiên đạt chuẩn nông thôn mới trên cả nước là huyện Long Khánh (sau này là thành phố Long Khánh) và huyện Xuân Lộc, tỉnh Đồng Nai.
Đến hết năm 2020, cả nước có 10 tỉnh, thành phố đã có 100% số xã được công nhận đạt chuẩn nông thôn mới là Thái Bình, Nam Định, Hà Nam, Hưng Yên, Đà Nẵng, Bình Dương, Đồng Nai, Cần Thơ, Vĩnh Phúc, Bắc Ninh.

## Văn bản
Ngày 02 tháng 8 năm 2022, Thủ tướng Chính phủ ban hành Quyết định 922/QĐ-TTg về việc phê duyệt Chương trình phát triển du lịch nông thôn trong xây dựng nông thôn mới giai đoạn 2021 - 2025
Ngày 02 tháng 8 năm 2022, Thủ tướng Chính phủ ban hành Quyết định 923/QĐ-TTg về việc phê duyệt Chương trình khoa học và công nghệ phục vụ xây dựng nông thôn mới giai đoạn 2021-2025
Ngày 02 tháng 8 năm 2022, Thủ tướng Chính phủ ban hành Quyết định 924/QĐ-TTg về việc phê duyệt Chương trình chuyển đổi số trong xây dựng nông thôn mới, hướng tới nông thôn mới thông minh giai đoạn 2021-2025
Ngày 02 tháng 8 năm 2022, Thủ tướng Chính phủ ban hành Quyết định 18/2022/QĐ-TTg về việc ban hành Quy định điều kiện, trình tự, thủ tục, hồ sơ xét, công nhận, công bố và thu hồi quyết định công nhận địa phương đạt chuẩn nông thôn mới, đạt chuẩn nông thôn mới nâng cao, đạt chuẩn nông thôn mới kiểu mẫu và hoàn thành nhiệm vụ xây dựng nông thôn mới giai đoạn 2021-2025.